# Liste von Persönlichkeiten der Stadt Amstetten
Diese Liste Amstettner Persönlichkeiten verzeichnet Personen, die in Amstetten zur Welt gekommen oder mit der Stadt verbunden sind.

## Söhne und Töchter der Stadt

### 19. Jahrhundert
- Ludwig Christ (1847–1920), Kaufmann, kaiserlicher Rat und Abgeordneter zum Österreichischen Abgeordnetenhaus
- Theodor von Frimmel (1853–1928), Kunsthistoriker, Musikwissenschaftler und Beethoven-Forscher
- Rudolf Pühringer (1891–1969), Kunsthistoriker, Museumsdirektor und Maler
- Otto Schmidt (1892–1960), Lehrer und Politiker, Mitglied des Bundesrates
- Maria Hofer (1894–1977), Pianistin, Organistin und Komponistin
- Friedl Czepa (1898–1973), Schauspielerin

### 20. Jahrhundert

#### 1901–1950

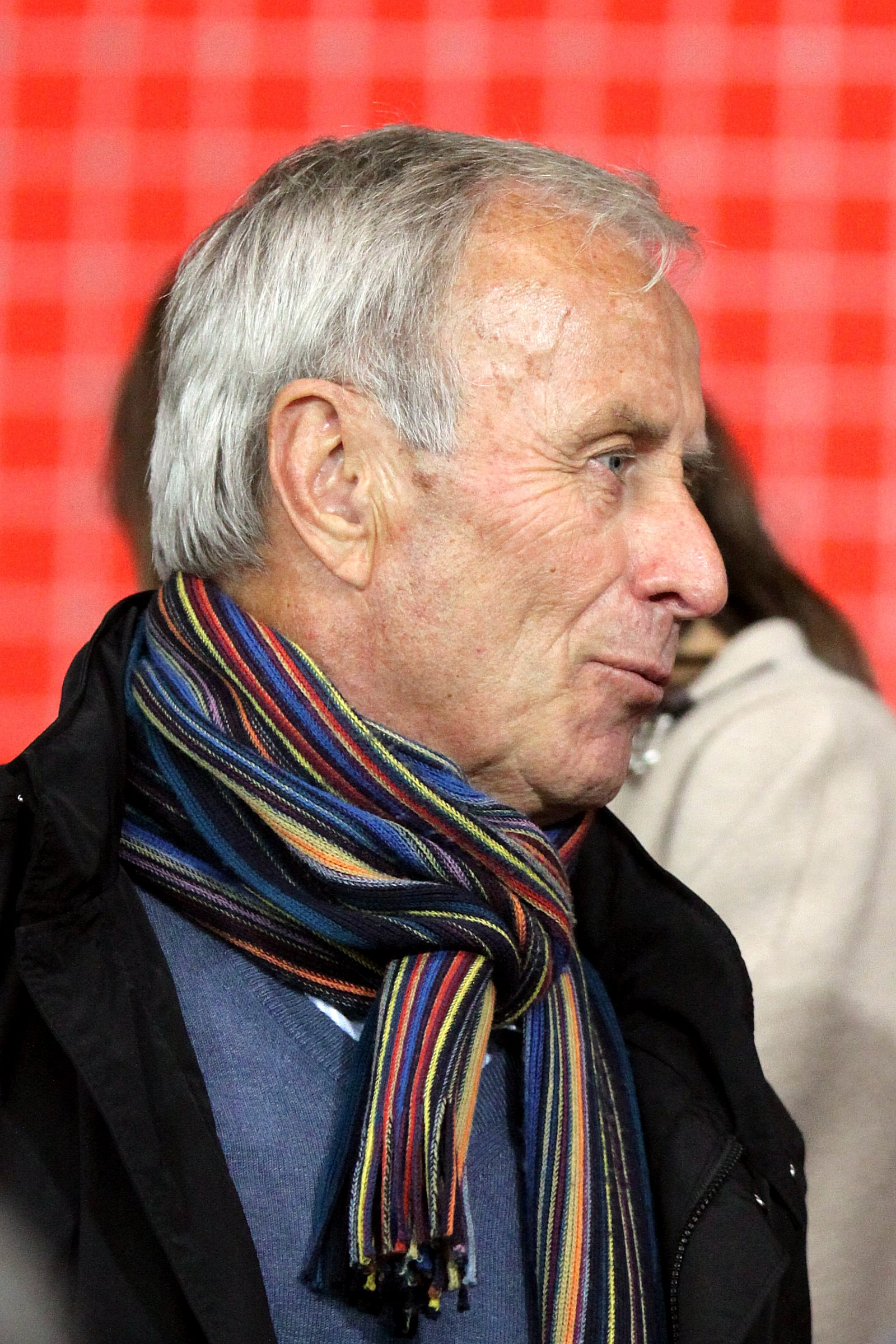
Josef Hickersberger

- Josef Dultinger (1909–1996), Eisenbahner und Eisenbahnhistoriker
- Alois Fehringer (1917–1960), Politiker, Vizebürgermeister von Amstetten
- Otto Wansch (1928–2019), römisch-katholischer Philosophieprofessor
- Josef Fritzl (* 1935), Krimineller
- Leo Wallner (1935–2015), Unternehmer
- Gustav Vetter (1936–2013), Landesbeamter und Politiker
- Julian Schutting (* 1937), Schriftsteller
- Ingrid Steininger (1940–1998), Keramikerin, Plastikerin und Graphikerin
- Franz Dieter Fischer (* 1941), Ingenieurwissenschaftler und Hochschullehrer
- Klaus Hutterer (1942–2018), Techniker und Politiker (SPÖ)
- Günter Kiermaier (* 1942), Politiker
- Hilde Umdasch (* 1943), Unternehmerin und Philanthropin
- Jochem Schindler (1944–1994), Indogermanist
- Manfred Wagner (* 1944), Kultur- und Musikwissenschaftler
- Alois Haider (* 1948), Schriftsteller
- Josef Hickersberger (* 1948), Fußball-Nationalspieler und -trainer
- Helfried Hinterleitner (* 1948), Autor, Mundartdichter und Heimatforscher
- Günter Kößl (* 1950), Politiker

#### 1951–1975

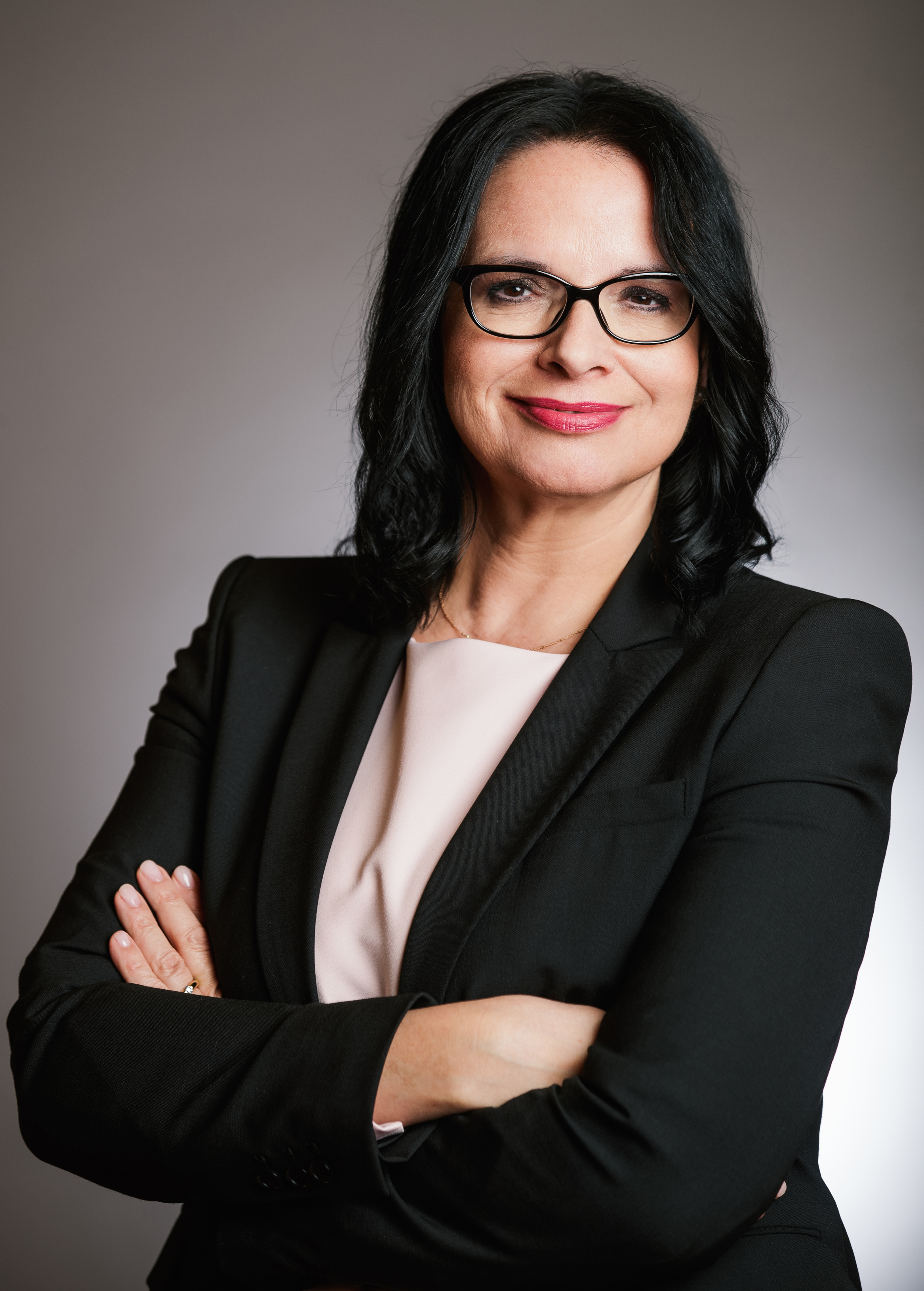
Andrea Mayer

- Rudolf Langthaler (* 1953), christlicher Philosoph
- Wolfgang Nadvornik (* 1956), Wirtschaftswissenschaftler und Universitätsprofessor
- Johann Heuras (* 1957), Politiker
- Helmut Swoboda (* 1958), Maler
- Paulus Hochgatterer (* 1961), Schriftsteller und Psychoanalytiker
- Armin Blutsch (* 1961), Feuerwehrkommandant und Vizepräsident des Österreichischen Bundesfeuerwehrverbandes
- Erwin Wagenhofer (* 1961), Autor und Filmemacher
- Eberhard Wagner (* 1961), Schauspieler und Schriftsteller
- Andreas Brunner (* 1962), Historiker
- Hermann Fehringer (* 1962), Stabhochspringer
- Andrea Mayer (* 1962), Politikerin, Kabinettsdirektorin und Staatssekretärin
- Paulus Ebner (* 1963), Historiker
- Anton Kasser (* 1963), Politiker
- Gerhard Zeillinger (* 1964), Historiker und Schriftsteller
- Georg Edlinger (* 1967), Schlagzeuger, Percussionist und Komponist
- Martina Gerersdorfer (* 1968), Bezirkshauptfrau
- Anita Traninger (* 1969), Literaturwissenschaftlerin
- Martin Huber (* 1970), Politiker
- Peter Jagsch (* 1970), Politiker (SPÖ)
- Stefan Dokoupil (* 1970), Fotograf, Künstler
- Martin Leidenfrost (* 1972), Schriftsteller
- Georg Breinschmid (* 1973), Kontrabassist, Komponist und Jazzmusiker
- Martin Wagendorfer (* 1973), Historiker
- Roland Wegerer (* 1974), Bildender Künstler
- Paul Pöchhacker (* 1975), Wahlkampfmanager der SPÖ

#### 1976–2000

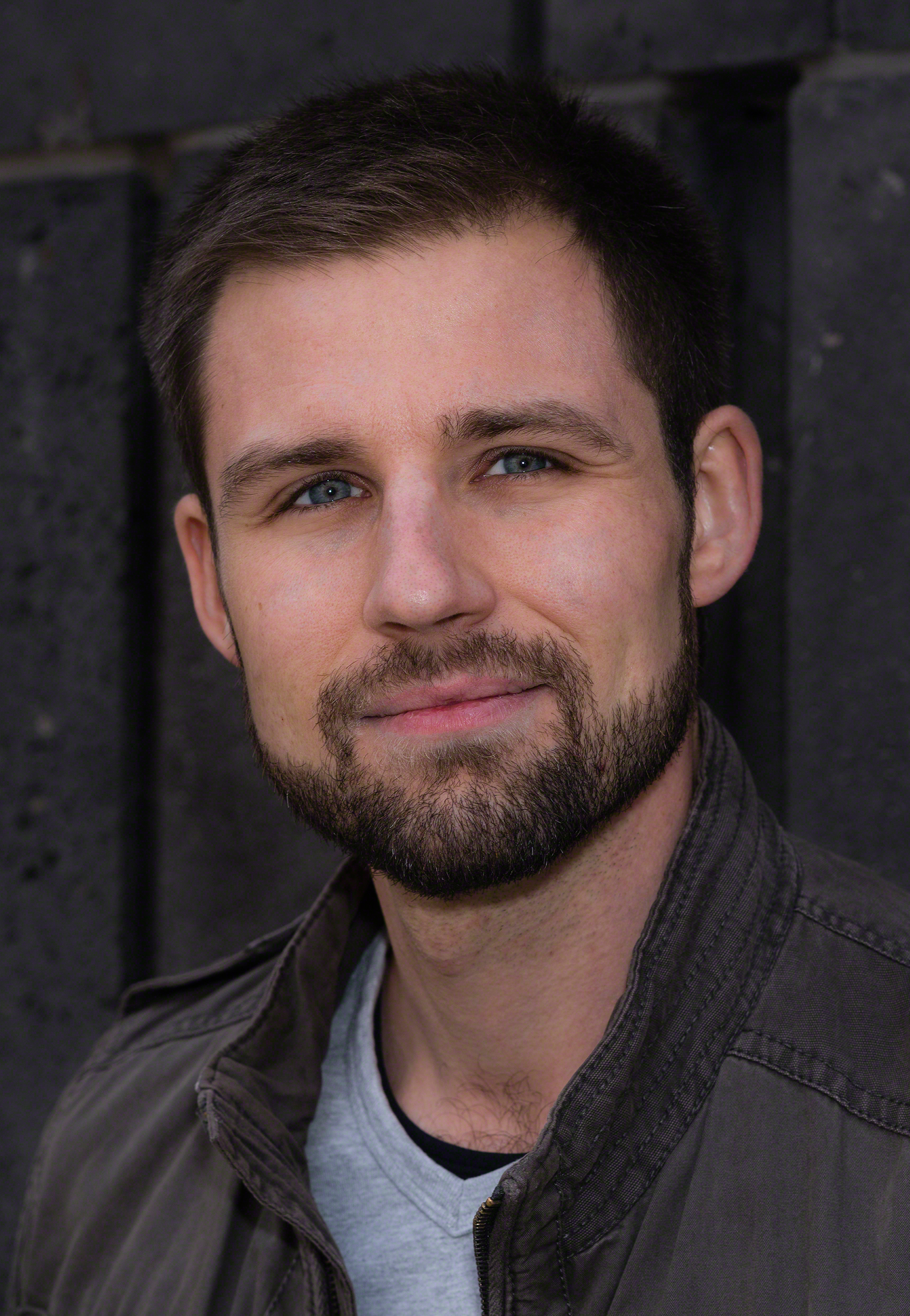
Jürgen Heigl

- Anna Maria Brandstätter (* 1977), Malerin und Grafikerin
- Jochen Höller (* 1977), Künstler
- Michael Lameraner (* 1977), Verleger, Magazinherausgeber und Unternehmer
- Wolfgang Moser (* 1977), Zauberkünstler
- Marion Thuswald (* 1978), Bildungswissenschaftlerin
- Thomas Froschauer (* 1979), Schlagzeuger (auch bei den Amstettner Musikanten)
- Josef Reif (* 1980), Hornist und Mitglied der Wiener Philharmoniker
- Gernot Wagner (* 1980), Ökonom und Autor
- Michael Klukowski (* 1981), kanadisch-polnischer Fußballspieler
- Dominic Hörlezeder (* 1984), Politiker (Grüne)
- Anna Katharina Bernreitner (* 1986), Opernregisseurin und Opernproduzentin
- Jürgen Heigl (* 1987), Schauspieler
- Daniel Kogler (* 1988), Fußballspieler
- Elias Pfannenstill (* 1990), Skispringer
- Royal (* 1990), Rapper
- Daniel Mair (* 1991), Fußballspieler
- Attila Varga (* 1991), Fußballspieler
- David Peham (* 1992), Fußballspieler
- Barbara Maria Neu (* 1993), Klarinettistin, Komponistin und Performancekünstlerin
- Lukas Deinhofer (* 1994), Fußballspieler
- Lukas Wedl (* 1995), Fußballtorwart
- Denis Berisha (* 1996), Fußballspieler
- Ivan Leovac (* 1998), kroatischer Fußballspieler
- Philipp Offenthaler (* 1998), Fußballspieler

### 21. Jahrhundert
- Muhammet Demirci (* 2001), Fußballspieler
- Benedikt Tober (* 2002), Fußballtorwart
- Florian Binder (* 2003), Fußballspieler

## Ehrenbürger
– ab 1939; alle früheren fehlen –
- Adolf Hitler (siehe Adolf Hitler als Ehrenbürger), 2011 Aufhebung der Ehrenbürgerwürde[1][2]
- Hans Höller, Landtagsabgeordneter 1921–34, Bürgermeister 1934–38 und 1945; verliehen am 21. Dezember 1953
- Laurenz Dorrer, Dechant, Stadtpfarrer von Amstetten-St. Stephan 1929–54; verliehen am 6. August 1954
- Paul Scherpon, Gemeindepolitiker (SPÖ), Mitglied der NSDAP, Landrat des Landkreises Amstetten während des Nationalsozialismus,[3] Aufhebung der Ehrenbürgerwürde wurde geprüft;[4] die symbolische Aberkennung erfolgte 2014.[5]
- Sepp Schmid, Bürgermeister 1955–65; verliehen am 15. September 1967
- Hermann Lindermann, Bezirkshauptmann 1953–70; verliehen am 6. März 1970
- Heinrich Pichler, Stadtpfarrer St. Stephan 1954–73; verliehen am 20. Juni 1975
- Josef Umdasch, Unternehmer, Förderer von Kultur und Sport; verliehen am 23. April 1982
- Josef Freihammer (1921–2008), Bürgermeister; verliehen am 21. November 1989
- Margarete Horvatis, Vizebürgermeisterin 1978–2000; verliehen am 28. April 1999
- Herbert Katzengruber (* 15. September 1952), Altbürgermeister; verliehen am 14. Dezember 2011

## Weitere Personen, die in Amstetten wirken oder wirkten
- Katharina Graf (1873–1936), Politikerin, Gemeinderätin, Abg. Landtag und Bundesrat
- Franz Gruber (1888–1949), Politiker, Bürgermeister von Mauer und Bezirkshauptmann, Widerstandskämpfer
- Helene von Damm (* 1938), österreichisch-amerikanische Diplomatin
- Zoltan Pito (* 1974), Komponist und Musiker